# OSS 117 (romances)

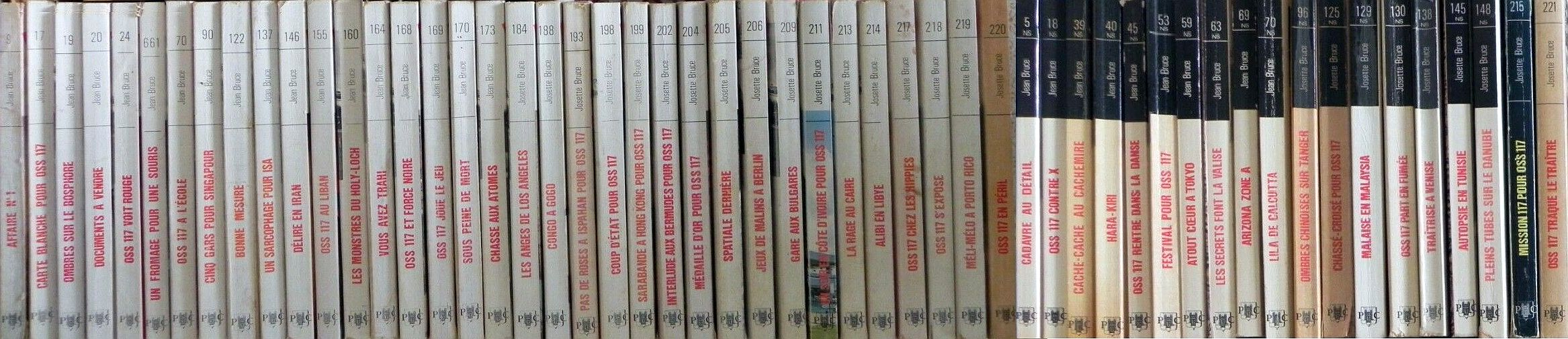
Volumes OSS 117 de Jean Bruce.

OSS 117 é uma série de romances de espionagem criada em agosto de 1949 pelo escritor francês Jean Bruce, retomada após sua morte por sua esposa Josette, depois por seus filhos François e Martine. Foi objecto de inúmeras adaptações, nomeadamente cinematográficas e televisivas. Acompanha as aventuras de um agente secreto americano, descendente de uma antiga família francesa, Hubert Bonisseur de La Bath, cujo codinome OSS 117 é o número dentro do Office of Strategic Services, e tem um total de mais de 250 volumes.
A série é uma das primeiras do gênero na França e até na Europa — Ian Fleming não inventaria James Bond até 1953 — e obteve grande sucesso com 75 milhões de cópias vendidas em todo o mundo. Este sucesso deu origem a diversas adaptações cinematográficas a partir de 1957, sendo as mais famosas os quatro filmes dirigidos por André Hunebelle na década de 1960 e as comédias com Jean Dujardin no papel-título nas décadas de 2000 e 2020.

## Personagens

### O herói
A série retrata as aventuras do agente secreto Hubert Bonisseur de La Bath, conhecido pelo número OSS 117, que dá nome à série. Ele é um espião americano que trabalha primeiro para o Office of Strategic Services (OSS), serviço de inteligência americano, depois para a Central Intelligence Agency, que substituiu o OSS em 1947. Terminou a carreira no Conselho de Segurança Nacional. O som francês do nome do herói vem de suas origens familiares: seus ancestrais, gentis-homens, fugiram da França após a Revolução de 1789 para se estabelecerem na Louisiana.
Nos filmes da série com Jean Dujardin, Hubert Bonisseur de La Bath não é mais um americano de origem francesa, mas sim um francês que trabalha para os serviços secretos franceses, o Serviço de Documentação Externa e de Contra-Espionagem (SDECE).

### Outros personagens recorrentes
Além do herói, Hubert Bonisseur de La Bath, e entre outros personagens recorrentes da série, lembramos particularmente:
- Enrique Sagarra é colega do OSS 117. De origem espanhola, exilou-se em Toulouse após ter lutado com os republicanos na Espanha; durante a Segunda Guerra Mundial, organizou uma rede de resistência antes de ingressar no OSS.
- O Sr. Smith é o líder dos dois anteriores. Ele os envia em missões ao redor do mundo, auxiliados por seu segundo em comando, Howard. Sempre um pouco frio e míope, costuma usar óculos com lentes grossas. Seus lábios são grossos, ele tem mãos de prelado, olhos lacrimejantes e papada. Nas diversas adaptações, seu papel foi interpretado sucessivamente por Jacques Mauclair e Billy Kearns nos filmes da série de André Hunebelle e por Arch Taylor no filme para televisão de 1971. Nos filmes da série de Michel Hazanavicius e Nicolas Bedos, onde OSS 117 trabalha para os serviços secretos franceses, ele passa a se chamar Armand Lesignac e usa bigodes; é interpretado sucessivamente por Claude Brosset, Pierre Bellemare e Wladimir Yordanoff. Os três morreram após o filme em que estrelaram e no ínterim de cada um dos filmes, foi necessário encontrar um substituto.
- O General Stanford é o chefe de Hubert Bonisseur de La Bath no National Security Council.

## Um trabalho familiar: história e inspirações da saga

### Antes da série
Embora as origens do gênero sejam difíceis de definir, o romance de espionagem em língua francesa estreou por volta da década de 1910. O conturbado contexto político dos anos anteriores à Primeira Guerra Mundial viu os diários nacionalistas lançarem violentas campanhas na imprensa contra a presença dos alemães na França, aumentando a publicação de romances patrióticos populares com o tema da espionagem, num contexto de germanofobia ou anglofobia, portanto respondendo, segundo Gabriel Veraldi, à propaganda anti-francesa do romance de espionagem inglês ou de publicações populares, filosóficas e científicas alemãs. Durante o período entre guerras, em 1936, Pierre Nord, ele próprio um ex-espião, publicou seu primeiro romance, que tinha como tema sua antiga profissão. Como tal, ele é considerado o pai do romance de espionagem francófono.

### Gênesis e primeiros sucessos
Tendo trabalhado notavelmente para a Interpol, na aviação civil, foi então funcionário da prefeitura, ator de uma trupe itinerante, empresário, agente de uma rede de inteligência, inspetor da Sûreté, joalheiro e secretário de um marajá, o francês Jean Bruce começou a escrever o primeiro volume da série de espionagem OSS 117 em 1949, após ter conhecido, durante a Libertação da cidade de Lyon, William Leonard Langer, o verdadeiro agente do OSS americano portando o número 117. A experiência do autor permite-lhe escrever com um mínimo de realismo e confiança as aventuras do agente OSS 117, que evolui assim num mundo moderno repleto de elementos que o autor descobriu ao longo da sua vida. Esta documentação e experiência essenciais são reforçadas pela viagem mundial do autor, realizada segundo ele em "pouco mais de oitenta dias". Todos os romances de Jean Bruce têm como ponto de partida um acontecimento autêntico. Os seus romances apresentam por vezes conotações eróticas, estilo que aprecia e que lhe permitiu viver o início da sua carreira de escritor. Ele escreveu assim 88 volumes do OSS 117, até sua morte em um acidente de carro em 1963 . Seus 88 romances venderam 24 milhões de exemplares.

### Após a morte de Jean Bruce
Sua esposa, Josette Bruce, assumiu então a série. Ela escreveu 143 livros até 1985, quando se aposentou após um processo movido contra ela por sua filha Martine Bruce e seu enteado François Bruce por violação de seus direitos patrimoniais e morais perante o TGI de Paris; a sentença foi proferida em 8 de março de 1985, sob o Registro Geral nº 14.144. Enquanto o marido confiava em informações de primeira mão, ela se inspira mais no que lê: enciclopédias ou outros romances. Ela também convocou escritores como Marc Arno e Roland Piguet. Foi nesse período que o sucesso da série atingiu o auge, com mais de 50.000 exemplares vendidos por volume.
Em 1987, a série foi assumida pelos dois filhos de Jean Bruce, François e Martine Bruce, respectivamente enteado e filha de Josette Bruce, sob o título Les Nouvelles Aventures d'OSS 117. Os 24 volumes de que são autores contêm mais referências literárias, mas também sexo e sadismo.

## Escrita
O OSS 117 tornou-se ao longo dos anos um verdadeiro pilar da espionagem ficcional, devido a todas as características mais ou menos realistas do espião que contém. A série deu um contributo muito forte para a percepção que o público em geral tem desta profissão, uma percepção que se tornou duradouramente ancorada no imaginário colectivo. Assim, encontramos ali um herói « desportista no pleno domínio dos seus meios, com o rosto enérgico e envelhecido de um príncipe pirata, de olhos claros, com uma ironia serena, abordando as pessoas e as coisas com esta segurança nascida de uma vida rica em aventuras, o seu encanto não deixando nenhuma mulher indiferente. », « um homem alto, com constituição de atleta, ombros largos e musculosos, com a confiança de um campeão e o porte de um príncipe. Um rosto de aventureiro como só tínhamos visto no cinema, com nariz reto e lábios sensuais, cabelos castanhos cortados bem curtos e olhos azuis difíceis de olhar. » A sua missão é trabalhar para o bem num ambiente de Guerra Fria ainda confuso e povoado por espiões inimigos, nazis, russos, chineses e outros, pertencentes a diversas máfias ou organizações criminosas de todos os tipos. O herói também está rodeado de mulheres jovens e bonitas, algumas das quais rapidamente se tornam conquistas românticas, sejam elas suas aliadas ou não. Ressalta-se que essas jovens geralmente não são iguais de um volume para outro, o que consolida esse caráter de "galã", de "Dom Juan", que também entrou no imaginário colectivo em que se basearam todas as paródias e referências que posteriormente foram feitas a este tipo de universo fictício. Estes clichés serão, por exemplo, retomados ironicamente nas duas últimas comédias de 2006 e 2009 retiradas da saga que estão repletas deles.
OSS 117 é frequentemente considerado uma saga de "romances de estação" simplista e com escrita muito pouco desenvolvida. Esta suposta falta de profundidade pode ser explicada pelo facto dos diferentes autores terem que entregar vários romances por ano. Esta característica está longe de ser negada por autores como Josette Bruce que declara a Frédéric Dard (autor de San-Antonio): "Você é um escritor, meu marido é apenas um fabricante."

## Publicação
A série foi originalmente publicada pela Fleuve Noir nas coleções Spécial Police, depois Espionnage, antes de ser assumida pela Presses de la Cité nas coleções Un mystère, depois Espionnage. Finalmente, no final da década de 1990 e na década de 2000, a editora Michel Lafon republicou cerca de quinze romances de Jean Bruce, quer em volumes separados, quer em forma de coletâneas incluindo vários. Também ocorrem reedições dos filmes mais recentes.
Quatro reedições em formato de bolso estão disponíveis nas livrarias desde setembro de 2020 das edições Archipoche (Gâchis à Karachi, Strip-tease pour OSS 117, Atout coeur à Tokyo e OSS 117 prend le maquis, todas assinadas por Jean Bruce). Quatro outros títulos estão disponíveis desde 8 de julho de 2021 (Le sbire de Birmanie, Partie de Manille pour OSS 117, Les monstres du Holy Loch e OSS 117 préfère les rousses). Um box set contendo as oito reedições foi lançado em 7 de outubro de 2021 com o presente da reedição de Valse viennoise pour OSS 117.

## Lista de obras literárias
Romances da série publicada originalmente pela Fleuve Noir, depois Presses de la Cité:
Obras de Jean Bruce (de 1949 a 1963) (88 volumes)
- Tu parles d'une ingénue (Ici OSS 117)
- Tous des patates (OSS 117 et Force Noire)
- Une gosse qui charrie (OSS 117 joue le jeu)
- Faut pas s'y fier
- Romance de la mort
- Ne jouez pas avec les filles
- Cadavre au détail
- OSS 117 appelle
- Trahison
- Contact impossible
- Piège dans la nuit
- Une vraie panthère
- Cessez d'émettre
- L'arsenal sautera
- Une poule et des poulets
- Cité secrète
- Vous avez trahi
- Un fromage pour une souris
- L'espionne s'évade
- OSS 117 contre X
- Chasse aux atomes
- Pas une pour racheter l'autre
- Tortures
- Pays neutre
- Alerte
- À qui perd gagne
- Angoisse
- Sous peine de mort
- OSS 117 n'est pas mort
- Bonne Mesure
- OSS 117 répond toujours
- Un sarcophage pour Isa
- Carte blanche pour OSS 117
- OSS 117 top secret
- Ombres sur le Bosphore
- Meurtre sur l'Acropole
- Affaire n°1
- Inch Allah
- Tirez les ficelles
- Cache-cache au Cachemire
- Hara-Kiri
- Les Marrons du feu
- Documents à vendre
- Travail sans filet
- Dernier quart d'heure
- OSS 117 rentre dans la danse
- OSS 117 s'en occupe
- OSS 117 voit rouge
- Noël pour un espion
- Visa pour Caracas
- OSS 117 n'est pas aveugle
- OSS 117 tue le taon
- OSS 117 franchit le canal
- Festival pour OSS 117
- Chinoiseries pour OSS 117
- Plan de bataille pour OSS 117
- Partie de manille pour OSS 117
- Un as de plus à Las Vegas
- Le Sbire de Birmanie
- Atout cœur à Tokyo
- Moche coup à Moscou
- Gâchis à Karachi
- Panique à Wake
- Les secrets font la valise
- Pan dans la lune
- Cinq Gars pour Singapour
- Double bang à Bangkok
- Délire en Iran
- Métamorphose à Formose
- Arizona zone A
- Lila de Calcutta
- Tactique arctique
- Agonie en Patagonie
- Poisson d'avril
- À tuer
- OSS 117 à l'école
- Du lest à l'Est
- Plein gaz pour OSS 117
- OSS 117 préfère les rousses
- OSS 117 prend le maquis
- OSS 117 ? Ici Paris
- Fidèlement vôtre... OSS 117
- Strip-tease pour OSS 117
- OSS 117 au Liban
- Les Espions du Pirée
- Les Monstres du Holy-Loch
- Valse viennoise pour OSS 117
- OSS 117 à Mexico

Obras de Josette Bruce (de 1966 a 1985) (143 volumes)
- Les Anges de Los Angeles
- Halte à Malte
- Réseau zéro
- Palmarès à Palomarès
- Congo à gogo
- OSS 117 contre OSS
- Boucan à Bucarest
- Ombres chinoises sur Tanger
- Des pruneaux à Lugano
- Pas de roses à Ispahan
- Détour à Hambourg
- Avanies en Albanie
- Tornade pour OSS 117
- Coup d'État pour OSS 117
- Sarabande à Hong-Kong
- Surprise-partie en Colombie
- Finasseries finlandaises
- Interlude aux Bermudes
- Vacances pour OSS 117
- Médaille d'or pour OSS 117
- Spatiale dernière
- Jeux de malins à Berlin
- OSS 117 récolte la tempête
- Magie blanche pour OSS 117
- Gare aux Bulgares
- Zizanie en Asie
- Un soir en Côte-d'Ivoire
- Dans le mille au Brésil
- La Rage au Caire
- Alibi en Libye
- Mission 117 pour OSS 117
- Coup de dingue à St-Domingue
- OSS 117 chez les hippies
- OSS 117 s'expose
- Méli-mélo à Porto-Rico
- OSS 117 en Péril
- OSS 117 traque le traître
- Chassé-croisé pour OSS 117
- OSS 117 joue de la Polonaise
- OSS 117 aime les Portugaises
- OSS 117 voit tout en noir
- OSS 117 malaise en Malaysia
- OSS 117 part en fumée
- Du sang chez les Afghans
- OSS 117 liquide
- Balade en Angola
- Intermède en Suède
- Maldonne à Lisbonne
- Hécatombe pour OSS 117
- Ramdam à Lausanne
- Traîtrise à Venise
- Dérive sur Tananarive
- Péril sur le Nil
- OSS 117 cherche des crosses
- Frénésie à Nicosie
- Sérénade espagnole pour OSS 117
- Matin calme pour OSS 117
- Autopsie en Tunisie
- TNT à la Trinité
- OSS 117 dans le brouillard
- Pleins tubes sur le Danube
- OSS 117 riposte
- OSS 117 sur la brèche
- Plaies et bosses à Mykonos
- OSS 117 aux commandes en Thaïlande
- Tango sur une corde à piano
- Franc et fort à Francfort
- OSS 117 gagne son pari à Paris
- OSS 117 et la bombe de Bombay
- OSS 117 en conflit à Bali
- OSS 117 entre en lice à l'île Maurice
- Plein chaos chez Mao
- Durs à cuire à Curaçao
- Cavalcade à Rio
- Trois Maltaises pour OSS 117
- OSS 117 fin prêt à Taipeh
- Ultimatum pour OSS 117
- Rencontres à Ibiza pour OSS 117
- Safari pour OSS 117
- Corps à corps pour OSS 117
- OSS 117 sur un volcan à Abidjan
- OSS 117 pêche en Islande
- Tête de Turc en Turquie
- Coup d'éclat à Prétoria
- OSS 117 dernier sursis en Yougoslavie
- Coup de barre à Bahrein
- OTAN pour OSS 117
- Coup de main pour OSS 117
- Perfidies en Birmanie pour OSS 117
- Dernier round au Cameroun
- Dérapage en Alaska
- Vol de Noël pour OSS 117
- Coup de projecteur pour OSS 117
- Croisière atomique pour OSS 117
- Imbroglio pour OSS 117
- À feu et à sang pour OSS 117
- OSS 117 gagne la belle
- Combat dans l'ombre pour OSS 117
- OSS 117 joue les mercenaires
- Plan d'urgence pour OSS 117
- Choc à Bangkok pour OSS 117
- Panique en Afrique pour OSS 117
- Bagarre au Gabon pour OSS 117
- OSS 117 remporte la palme au Népal
- OSS 117 sème la désunion à la Réunion
- OSS 117 compte les coups
- Déluge à Delhi pour OSS 117
- OSS 117 chez les sorciers
- Coup de masse aux Bahamas
- OSS 117 mise en scène au Sénégal
- Accrochage sur l'Acropole pour OSS 117
- Rallye pour OSS 117
- OSS 117 au finish
- Coup d'arnaque au Danemark
- Sans fleurs ni Floride pour OSS 117
- OSS 117 arrête le massacre
- OSS 117 ne perd pas la tête
- Folies en Italie pour OSS 117
- Alarme en Afrique australe pour OSS 117
- Salades maltaises pour OSS 117
- Panique à la Martinique pour OSS 117
- Coup de sang à Ceylan pour OSS 117
- Cauchemar irlandais pour OSS 117
- OSS 117 sur un volcan
- Sarabande pour OSS 117
- OSS 117 au Levant
- S.O.S. Brésil pour OSS 117
- California zéro pour OSS 117
- Coup de poker pour OSS 117
- K.O. à Tokyo pour OSS 117
- Casse-tête chinois pour OSS 117
- Pas de pigeon à Venise pour OSS 117
- Hallali en Australie pour OSS 117
- Que viva Mexico OSS 117
- Québec point zéro pour OSS 117
- Commando fantôme pour OSS 117
- Tuerie en Turquie
- L'Enfer du désert pour OSS 117
- OSS 117 traqué à l'île de Pâques
- Piège à Berlin pour OSS 117
- Mission pyramides pour OSS 117
- Priorité absolue pour OSS 117
- Anathème à Athènes pour OSS 117

Obras de François e Martine Bruce (de 1987 a 1992) (24 volumes)
- OSS 117 est mort
- La Nubienne
- Le Contrat
- Le Cartel
- Un drôle de candidat
- Viennoiseries pour Hubert Bonisseur de la Bath
- S.O.S. Kurdistan
- Quiproquo corse
- Mourir à El Paso
- Harlem virus
- Le Vampire des Carpates
- Hong Kong Folies
- Paranoïa parisienne
- Une ville en otage
- Rumba roumaine
- Casse-tête suédois
- Rodéo dans Rome
- Rendez-vous à Berlin
- Des carats dans le caviar
- Passe-passe pour Hubert Bonisseur de la Bath
- Compte à rebours
- Toccata à Tokyo
- Bangkok cocktail
- OSS 117 prend le large

## Sucesso e impacto cultural
Esta série literária, uma das primeiras do género na França, conseguiu beneficiar da atração do público pela espionagem, um tema crescente na época da Guerra Fria. Ela soube surfar, ao mesmo tempo, nas ondas desta moda relançada por James Bond cuja reputação está bem consolidada, bem como pelas diversas adaptações cinematográficas das séries que encontraram o seu público, em particular as duas séries principais de André Hunebelle e Michel Hazanavicius com Jean Dujardin, e que levou alguns a ler ou reler os livros. O sucesso também pode ser explicado pelo fato das histórias serem extremamente documentadas e, portanto, um tanto realistas; muitas vezes são até baseados em fatos reais (especialmente os de Jean Bruce). A qualidade das capas, sugestivas e por vezes engraçadas (desenhos quase hiper-realistas de mulheres por vezes nuas ou de cadáveres), também contribuiu para o sucesso da série. Estes desenhos são também um dos símbolos deste universo, tanto que são algumas destas capas que estão na origem do projecto cinematográfico de 2006 e 2009 de Michel Hazanavicius. Na verdade, os produtores Éric e Nicolas Altmayer tinham algumas lembranças dessas capas na biblioteca dos pais. O mesmo vale para títulos, muitas vezes baseados em trocadilhos: Moche Coup à Moscou, Faut pas s'y fier, Cache-cache au Cachemire, Tactique arctique ou mesmo Arizona zone A.
A série teve notavelmente, entre seus fãs, Pierre Salinger que também escreveu o prefácio de uma das coletâneas, John Fitzgerald Kennedy, Jean Cocteau, ou mesmo Gérard de Villiers que se inspirou nele para seu SAS, só pelo nome, por exemplo, que lembra muito o nome da série.
Este sucesso, no entanto, não foi imediato. De fato, foi apenas a partir de 1950, com Romance de la mort, que as vendas dispararam, devido ao destaque noticioso à espionagem (o Bloqueio de Berlim, a implementação da Cortina de Ferro...). Este é o verdadeiro começo da Guerra Fria; a partir de agora, o agente OSS 117 combaterá "o Leste".
As nuances a serem trazidas para este sucesso também vêm do sucesso igual ou ainda mais considerável de seus numerosos rivais literários, como James Bond de Ian Fleming, San-Antonio, Francis Coplan de Paul Kenny, ou mesmo SAS de Gérard de Villiers. Na Itália as traduções foram publicadas pela Arnoldo Mondadori Editore na coleção Segretissimo. No total, os 255 romances da saga OSS foram traduzidos para 17 idiomas, publicados em 21 países e venderam 75 milhões de exemplares.

## Adaptações
Quadrinhos.
Foi Pierre Degournay, já conhecido cartunista da imprensa, quem deu uma cara a Hubert Bonisseur de la Bath, em seu atelier em L'Isle Adam. Durante diversas entrevistas com Jean Bruce, em sua propriedade em Chantilly, este descreve o personagem que imagina:
"Bonito, mas nem gorila nem playboy, musculoso mas atrevido, relaxado mas sempre pronto para atacar, galante com as mulheres, duro com os homens. Resumindo, um príncipe pirata…"
Em 1962, nas páginas do Le Parisien Libéré, o agente OSS 117 ganhou vida, sob o pincel de Pierre Degournay. No final do mesmo ano, Kerwyn Mathews foi escolhido para interpretar o papel de OSS 117 no filme de André Hunebelle, OSS 117 se déchaîne.

### Cinema

#### Lista de obras cinematográficas
Desde 1957, o agente OSS 117 foi objeto de inúmeras adaptações para o cinema e a televisão.
O primeiríssimo, dirigido por Jean Sacha
- 1957 : OSS 117 n'est pas mort (Ivan Desny)

Série d'André Hunebelle
Os seguintes filmes foram dirigidos por André Hunebelle, exceto o quarto, co-escrito por Terence Young, que ele se contentou em produzir, deixando a direção para Michel Boisrond. Esta é a licença emblemática da década de 1960 sobre o OSS 117, que Hunebelle realizou em paralelo com a sua Trilogia Fantômas.
- 1963 : OSS 117 se déchaîne (Kerwin Mathews)
- 1964 : Banco à Bangkok pour OSS 117 (Kerwin Mathews)
- 1965 : Furia à Bahia pour OSS 117 (Frederick Stafford)
- 1966 : Atout cœur à Tokyo pour OSS 117 (Frederick Stafford) réalisé par Michel Boisrond
- 1968 : Pas de roses pour OSS 117 (John Gavin)

Série com Jean Dujardin
Dois outros filmes foram feitos na década de 2000 por Michel Hazanavicius, com Jean Dujardin no papel principal. São comédias de espionagem com um tom mais livre que os filmes anteriores e não se colocam na sua continuidade. Pretendem ser paródicos e ao mesmo tempo homenagear o cinema das décadas de 1950, 1960 e 1970. Um terceiro filme foi dirigido por Nicolas Bedos em 2021.
- 2006 : OSS 117 : Le Caire, nid d'espions (Jean Dujardin)
- 2009 : OSS 117 : Rio ne répond plus (Jean Dujardin)
- 2021 : OSS 117 : Alerte rouge en Afrique noire (Jean Dujardin)

Outros diretores
Outros diretores também realizaram filmes adaptados dos romances de Jean Bruce para o cinema e a televisão e apresentando OSS 117. As seguintes produções são independentes entre si e das séries de filmes mencionadas anteriormente.
- 1970 : OSS 117 prend des vacances (Luc Merenda)
- 1971 : OSS 117 tue le taon (Alan Scott) (telefilme)

Autros filmes
Três outros filmes foram feitos na década de 1960 baseados nos romances OSS 117 de Jean Bruce, mas por razões de direitos autorais, os filmes subsequentes não puderam usar o nome do personagem principal e mudaram o seu nome.
- 1960 : Le Bal des espions (Michel Piccoli)
- 1967 : Cinq Gars pour Singapour (Sean Flynn)
- 1967 : Le vicomte règle ses comptes (Kerwin Mathews)

#### Estreia no cinema
Na época do renascimento da popularidade da série, graças aos filmes de Michel Hazanavicius na década de 2000, OSS 117 era frequentemente comparado a James Bond e com a mesma frequência pensava-se que OSS 117 era uma cópia ou uma série "como James Bond". Essa confusão é explicada pela semelhança do universo, das ações e até dos heróis dessas duas séries. Erroneamente, porque o espião francês de fato apareceu no mercado fictício de espionagem em 1949, 4 anos antes do lançamento do primeiro James Bond, Casino Royale, de Ian Fleming. Depois, no cinema, Hubert Bonisseur de La Bath também manteve a estreia, com o filme de sucesso moderado OSS 117 n'est pas mort de Jean Sacha, baseado no romance OSS 117 n'est pas mort, com notavelmente Ivan Desny, que foi lançado em 1957, ou seja, cinco anos antes do primeiro filme da saga britânica
(007 contra o Satânico Dr. No em 1962).
Em 1960, foi Michel Piccoli quem interpretou o personagem de Le Bal des Spies de Michel Clément, mas desta vez sob o nome de "Brian Cannon", porque os roteiristas tiveram que substituir o nome do herói, os direitos do romance de Jean Bruce, Documents à vendre, nos quais o filme é baseado não eram gratuitos para adaptação na época.

#### Série de Hunebelle e outros filmes da década de 1960

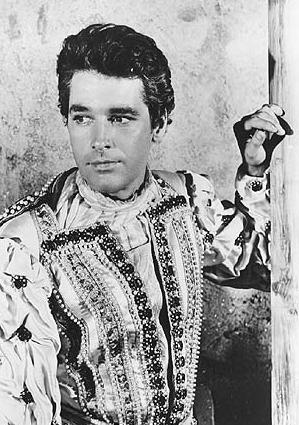
Kerwin Mathews, artista icônico do OSS 117

Certamente, o OSS 117 teve menos sucesso na sua estreia cinematográfica do que o seu rival britânico, agora mais famoso pelos seus filmes. No entanto, Hubert Bonisseur de La Bath voltou às telonas de forma mais brilhante em 1963 com OSS 117 sa déchaîne de André Hunebelle, inspirado no livro OSS 117 prend le maquis, aproveitando a onda do sucesso de 007 contra o Satânico Dr. No de Terence Young, lançado havia três meses. Kerwin Mathews desempenha o papel principal (tendo se destacado em As Viagens de Gulliver, de Jack Sher, em 1960, ou A Sétima Viagem de Sinbad, de Nathan Juran, em 1958), e Robert Hossein desempenha seu inimigo. Esses dois filmes aproximam, portanto, o público. Graças às duas séries de filmes: Fantômas e OSS 117, a carreira de André Hunebelle decola. Em 1964 são lançados os dois filmes: Banco a Bangkok pour OSS 117, baseado no romance Lila de Calcutta ainda com Mathews no papel principal, e Fantômas, seguido de Furia à Bahia pour OSS 117 adaptado de Dernier quarter d'heure com Frederick Stafford dando seus primeiros passos no cinema e Fantômas se déchaîne, ambos de 1965, e finalmente em 1967: Fantômas contre Scotland Yard e Pas de roses pour OSS 117, adaptado do romance de Josette Bruce: Pas de roses à Ispahan, incluindo um novo OSS 117 interpretado por John Gavin (já visto notavelmente em Psycho de Alfred Hitchcock em 1960), e novamente Robert Hossein para o papel coadjuvante. Este sucesso, que constitui a descolagem do cineasta, chega no momento certo, numa altura em que a Nouvelle vague é muito popular, e onde são muitas as observações negativas e diretas de artistas e críticos (nomeadamente François Truffaut) do movimento em relação a ele. Hunebelle finalmente cedeu e tornou-se mais discreto no final da década de 1960.

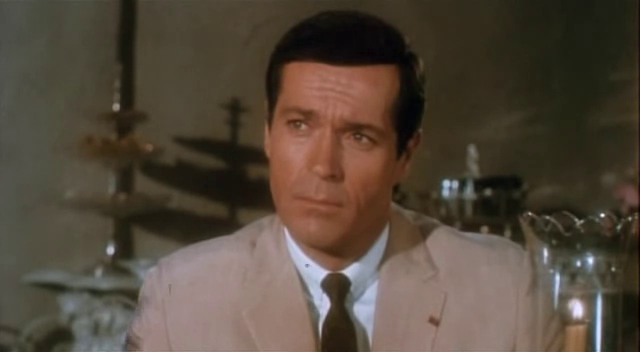
Frederick Stafford em 1969

Outro OSS 117 foi lançado em 1967, foi Cinq Gars pour Singapour de Bernard Toublanc-Michel em que o herói interpretado por Sean Flynn (filho de Errol Flynn) assumiu o nome de Art Smith. Para este filme, o nome “OSS 117" não pôde ser utilizado, pelas mesmas razões de Le bal des espions, nomeadamente porque os autores não quiseram pagar os direitos de adaptação. Além disso, lançado em 1966: Le vicomte règle ses comptes, retirado de outros romances de Jean Bruce, dedicados ao personagem Clint de la Roche, alias "O Visconde", com mais uma vez Kerwin Mathews, recentemente afastado por Hunebelle que o substituiu em sua série original e que aqui marca um retorno sob as câmeras do vencedor do Oscar, Maurice Cloche. No mesmo ano, o "verdadeiro" OSS retorna em Atout cœur à Tokyo pour OSS 117, co-escrito por Terence Young (diretor de vários filmes de James Bond). Dirigido por Michel Boisrond, com Stafford como Hubert Bonisseur de La Bath, o ator também ganhou um pouco mais de experiência desde Furia à Bahia.

#### Na década de 1970
Na década de 1970, Hubert Bonisseur de La Bath foi objecto de apenas duas adaptações cinematográficas, bastante mal recebidas pela crítica, nomeadamente: a "semi- paródia", OSS 117 prend des vacances em 1970, baseado no romance Vacances pour OSS 117 de Josette Bruce, com Luc Merenda no papel principal, e OSS 117 tue le taon em 1971, filme para TV com Alan Scott; que é a única adaptação com o título exato do romance do qual foi adaptado. Mas o agente OSS 117 já não desperta entusiasmo e continuará o seu percurso apenas no domínio literário, por mais algumas décadas, através dos escritos de Josette, François e Martine Bruce.

#### Série de Hazanavicius

##### Uma homenagem às décadas de 1950 e 1960
OSS 117 : Le Caire, nid d'espions de 2006 e OSS 117 : Rio ne répond plus de 2009 são verdadeiras homenagens aos filmes das décadas de 1950 e 1960 (em particular os filmes de James Bond rodados com Sean Connery ou Roger Moore, bem como a obra de Alfred Hitchcock e, em menor medida, o primeiro OSS de André Hunebelle). Com efeito, para recriar o universo deste período cujos temas cinematográficos entraram no imaginário colectivo, são feitos "à maneira de..." ao mesmo tempo que tenta respeitar os códigos e métodos de fabricação da época. Profissionais de todas as áreas necessárias à realização de um filme, reunidos em torno de Michel Hazanavicius, foram assim chamados a garantir que a semelhança com estes filmes fosse total e muito cuidada. Para o personagem interpretado por Jean Dujardin, o jogo foi desenhado com base nas atuações de Eddie Constantine e Sean Connery. Ele também se inspirou no detetive interpretado por Paul Newman no filme Harper. No entanto, como os filmes são de fato comédias, alguns desses elementos foram um pouco deslocados para zombar deles de maneira agradável e sutil. Mas mesmo feitos de forma simples, alguns são suficientes por si só para fazer rir o público século XXI. Hazanavicius refuta o lado paródico de suas adaptações e prefere falar de "comédias de diversão". Uma terceira obra, OSS 117 : Alerte rouge en Afrique noire, dirigido por Nicolas Bedos, foi lançado em 4 de agosto de 2021.

##### Características do personagem principal

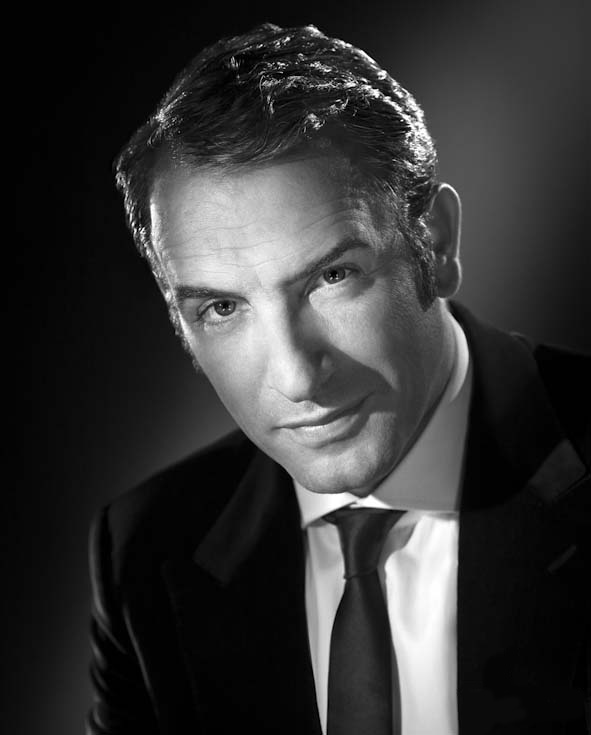
Jean Dujardin, que interpretou o espião francês Hubert Bonisseur de la Bath, codinome OSS 117, na sua concepção moderna.

A equipe do filme queria que o personagem interpretado por Jean Dujardin tivesse uma mente descrita como "franchouillard" (francês médio com seus defeitos), representativo da visão que os roteiristas e o diretor têm dos ocidentais, especialmente dos franceses no início da década de 1960. O agente OSS 117 é mostrado como ancorado em sua época, neste período pós-guerra, tingido de colonialismo, patriotismo, chauvinismo ou mesmo machismo como seu apoio incondicional ao presidente Coty. Esses traços de sua personalidade muitas vezes o tornam desajeitado, recusando-se teimosamente a abandonar suas convicções em qualquer situação, mesmo a mais perigosa. Por exemplo, por ter uma pequena protuberância na barriga, por usar constantemente uma camiseta branca ou por permitir que manchas de suor se formem em suas roupas, ele continua "seu pequeno lado francês", segundo Jean Dujardin, indo na contramão da imagem do herói impecável e bom em todos os aspectos. OSS 117 também é mostrado como um homem autoconfiante, orgulhoso, preocupado com sua aparência e com seu físico, o que às vezes o torna egoísta, por ser muito focado em si mesmo. Ele não necessariamente percebe como os outros se sentem. Porém, para estes dois filmes, os autores não deixaram de lado as qualidades físicas e mentais do herói tradicional: é alto, bonito, viril, atraente (como evidenciado por suas inúmeras conquistas), é capaz de aprender rápido, nunca relaxa a desconfiança do inimigo, sabe dançar tango, ler hieróglifos perfeitamente, etc.

Cartaz do filme OSS 117 : Rio ne répond plus.

Os autores aproveitaram as falhas do agente OSS 117, que consideram representativo da época, para fazer com que o personagem principal fizesse comentários racistas, xenófobos ou mesmo machistas que afetassem todas as populações (judeus, asiáticos, muçulmanos, hippies, anões... e ainda mais amplamente mulheres). Estas observações provocariam, fora de contexto, a indignação do espectador, o que permitiu à equipa de filmagem encenar estas situações sem quaisquer limites. O espectador, rindo dessas palavras "não tem nada a censurar", transferindo assim a vergonha de ter provocado indignação sobre Hubert Bonisseur de La Bath. Na verdade, é o personagem principal quem pode sentir esse constrangimento diante dos olhares de surpresa ou desaprovação de seus interlocutores. O espectador também pode se identificar com eles e são, segundo Michel Hazanavicius, essenciais ao filme para que ele não assuma as falhas que queria zombar. Mas o próprio herói não experimenta esse sentimento porque, como dito anteriormente, ele raramente percebe o efeito que suas ações ou suas palavras podem ter sobre os outros, o que ainda pode fazê-lo "comovente e simpático", segundo análise da co-estrela Bérénice Bejo. Além disso, para longas-metragens que se dizem da década de 1950, o fato de serem mulheres que auxiliam o herói em suas investigações é um elemento adicional que torna a personagem mais aceitável para filmes lançados na década de 2000. Mais uma vez, é o jogo entre OSS 117 e a sua comitiva que cria uma lacuna e, portanto, a comédia destas cenas. Os autores também se divertiram privando OSS 117 de capacidades dedutivas, tornando-o vítima de uma cruel falta de intuição (por exemplo, é capaz de perder pistas mais do que óbvias) e de uma estupidez juvenil, até infantil: qualquer coisa o diverte, ele não consegue deixar de rir alto, por exemplo, quando um amigo lhe serve uma bebida ou durante um passeio de carro Isso está bem longe do personagem original imaginado por Jean Bruce, mas também pode torná-lo mais cativante e comovente, segundo Aure Atika, a princesa Al-Tarouk.
A atuação de Jean Dujardin é inspirada na dos atores da década de 1950. Por exemplo, o OSS 117 frequentemente coloca o pé em qualquer suporte de baixa altura (capô de carro, cadeira, sofá, etc.), como John Wayne. É uma oportunidade para ele lançar uma frase que ele acha sutilmente engraçada, mas na verdade é muito pesada. Muitas vezes ele carrega e aponta sua arma enquanto a outra mão livre é levantada ou colocada no braço que dispara, e também usa vocabulário desatualizado (suas expressões mais usadas são: “mascarada”, “na hora certa”, “que bobagem é essa?", “engraçado” ou mesmo “o jogo vale a pena”). Este vocabulário está, mais uma vez, completamente em descompasso com a situação. Jean Dujardin também trabalhou muito no uso dos movimentos das sobrancelhas, deixando transparecer os pensamentos do personagem (surpresa, raiva, etc.)como os atores costumavam fazer na época, embora seus movimentos sejam muitas vezes acentuados ao extremo para provocar risos com mais facilidade. As cenas de beijo, pela sua duração ou exacerbação, são também uma homenagem a atores como Jean Marais, cujas cenas de amor permanecem na memória do público. Antes de entrar em qualquer local ou veículo, OSS 117 vira a cabeça para a esquerda e para a direita, esses elementos também estiveram presentes nos filmes de referência, mas aqui são levados ao extremo.

### Outras adaptações
A série literária também foi tema de duas peças escritas pelo próprio Jean Bruce, originalmente dirigidas por Robert Manuel e apresentadas no filme "Teatro Infantil" que teve nomes diferentes ao longo do tempo. Em 1955, a comédia policial À bout portant começou no Théâtre de la Potinière, com Alfred Adam e Frédérique Hébrard, depois em 20 de dezembro de 1960, a peça chamada OSS 117 começou no Théâtre des Deux-Masques, notadamente com Alain Lionel e Claudine Coster. Em 1960, após o encontro entre Jean Bruce e Georges Reich no Alpe d'Huez, foi criado um balé para ser apresentado no Olympia com, além do diretor George Reich, o outro bailarino Vassili Soulitch. Este balé foi encomendado a Jean Bruce pelo diretor dos Ballets Ho, ele próprio encomendado por Bruno Coquatrix.
Em 1962, foi na rádio que OSS 117 se consolidou com o programa OSS 117 raconte, transmitido no Europa 1, no qual Jean Bruce fala dos seus romances. Mais tarde, na Argélia, a Rádio Argel transmitiu pequenas novelas diárias retiradas da série. Por fim, a saga também foi adaptada para uma revista em quadrinhos de pequeno formato pela Arédit/Artima, subsidiária da Presses de la Cité. A revista de banda desenhada OSS 117 possui 73 edições entre abril de 1966 e agosto de 1982 na coleção "Quadrinhos de bolso".
Em setembro de 2015, a Éditions Soleil lançou uma nova adaptação em quadrinhos com roteiro de Gihef e desenho de Pino Rinaldi, com a aprovação e apoio de Martine e François Bruce. Desejando inicialmente se aproximar do lado paródico dos filmes de Hazanavicius, o roteirista, por questões de direitos de adaptação, recorreu posteriormente a uma imagem do universo original da série Jean Bruce; guiado por Martine Bruce.